# Johannes Christian Eugen Lehmann
Johannes Christian Eugen Lehmann (* 9. September 1826 in Hamburg; † 21. Februar  1901 ebenda) war ein Hamburger Jurist, Senator und Erster Bürgermeister.

## Leben und Politik

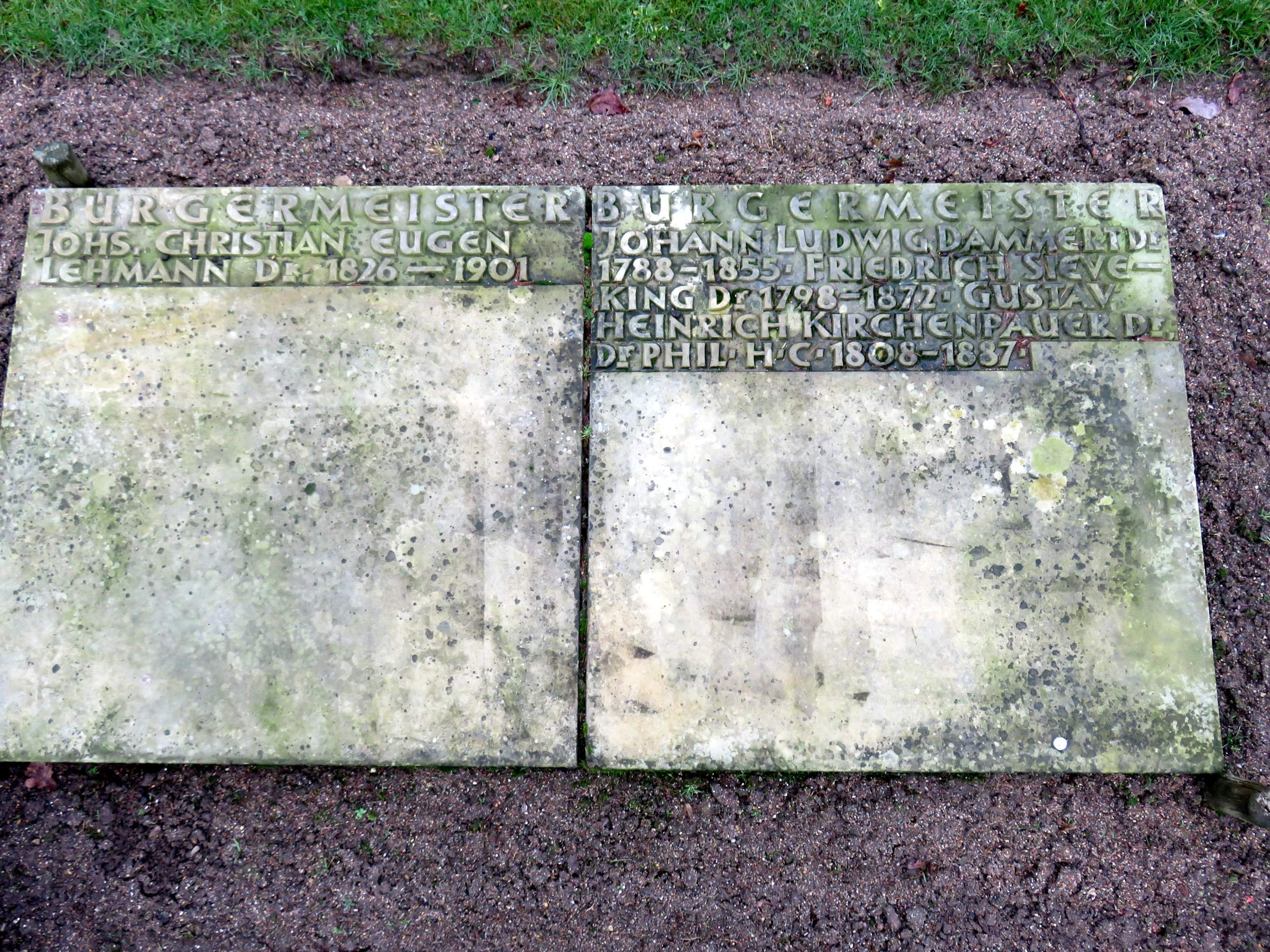
Grabmaltafel Althamburgischer Gedächtnisfriedhof Ohlsdorf

Lehmann wuchs in Hamburg auf und studierte Rechtswissenschaften. Er ließ sich in Hamburg als Anwalt nieder. 1858 wurde er zum Handelsrichter gewählt. Er wurde 1861 Vizepräsident und 1876 Obergerichtspräsident des Handelsgerichts. Lehmann war in den Jahren von 1859 bis 1862 und von 1864 bis 1868 Mitglied der Hamburger Bürgerschaft. Am 7. Juli 1879 wurde er in den Hamburger Senat gewählt für den zurückgetretenen Ernst Friedrich Sieveking, bis zum 15. September 1900 gehörte er dem Senat an.
Er wurde für die Jahre 1894, 1897 und 1899 nach dem Ausscheiden von Johannes Versmann am 5. Juli 1899 zum zweiten Bürgermeister gewählt. Als Erster Bürgermeister amtierte Lehmann in den Jahren 1895 und 1898. Im Jahre 1900 amtierte Lehmann bis zum 15. September als Erster Bürgermeister, bis er aus Krankheitsgründen sein Amt niederlegen musste und Gerhard Hachmann ihm nachfolgte.
Lehmann war mit Emma Wilhelmine Elisabeth (27. Dezember 1863 – 22. März 1906) Tochter des einflussreichen Hamburger Bürgermeister Heinrich Kellinghusen verheiratet.
Im Bereich des Althamburgischen Gedächtnisfriedhofs des Ohlsdorfer Friedhofs wird auf dem doppelseitigen Sammelgrabmal Bürgermeister unter anderen an Johs. Christian Eugen Lehmann erinnert.